# Дон, Филипп
Фили́пп Дон (фр. Philippe Dhondt, также известный как Boris; 19 мая 1965, Рубе) — французский музыкант, радиоведущий и актёр озвучивания.
С конца 1980-х годов Филипп работал ведущим и DJ на радио Galaxie (Лилль). От скуки он начал импровизировать в эфире абсурдные истории о персонаже по имени Boris под звучавшую электронную музыку. В 1995 году выпустил альбом таких историй Boris: 18 Rêves, 18 Visions, танцевальный сингл с которого «Sourée Disco» стал хитом во Франции и Бельгии. В следующем году выпустил ещё один успешный сингл — «Miss Camping».
В первой половине 1990-х годов параллельно с работой на радио был участником бельгийской нью-бит-группы Pleasure Game.
С 2006 года живёт в департаменте Ло и Гаронна, работает актёром озвучивания.

## Дискография

### Альбомы
- Le Dormeur (1991)
- Boris: 18 Rêves, 18 Visions  (1995)
- Cyber Boris (1996)
- Dj Xam et Boris: L’album (1999)
- Le Carnaval des Fracassés (2004)